# Oronimia
Oronimia (gr. óros „góra”) – dział toponimii obejmujący przede wszystkim nazwy gór. Subdyscyplina ta jest szczególnie rozwinięta w górzystych krajach Europy Zachodniej (starsza kultura piśmiennicza), np. we Francji, we Włoszech. Polska onomastyka nie ma tak rozwiniętej oronimii, należy wziąć pod uwagę fakt, że kraj jest mało górzysty (pasma górskie występują na południu kraju), a kultura piśmiennicza dosyć młoda. W polskiej części Karpat osady ludzkie pojawiły się w okresie historycznym, stąd też oronimy nazywające ich szczytów i pasm są późnego pochodzenia. Z kolei nazwy tatrzańskie są późne, sztuczne (nieludowe), a ich pochodzenie nie jest jasne. Podobnie rzecz się ma z oronimami Beskid, Karpat – nazwy sztuczne, nieludowe, wprowadzone i rozpowszechnione przez geografów. Natomiast naukowcy są zgodni co do faktu, że nazwa „Tatry” na pewno jest stara (jednocześnie ma niejasną etymologię). 
Stanisław Urbańczyk zaznacza, że wśród nazw gór wyróżnić można pochodzenie obce:
- wołoskie (prarumuńskie) – przyniesione przez pasterzy górskich, jak Beskid, Magura, Grapa, Munczoł,
- niemieckie,
- słowackie, jak Gerlach (od słow. Gerlachovce).

Jednak większość nazw karpackich i innych jest rodzimego pochodzenia (por. Luboń Wielki, Gorce, Mogielica itd.).